# シーイング
シーイング（英語: seeing）とは、望遠鏡などで天体を観たときに発生する、星像の位置の揺らぎ（シンチレーション）の程度を表す尺度である。観測記録をつける際に、しばしば5段階や10段階評価でこれを併記する。記入の際は（評価）/（満点）のような記法をとる（たとえば、3/5や2/10）。評価が高いほど数字は大きくなる（揺らぎが少なくなる）。
シンチレーションの主な原因は、大気の揺らぎなどによる空気の屈折率の微小な変化によるものである。近いものは望遠鏡内部の対流や人の体温による対流から、遠いものはジェット気流に至るまで、至る所に発生原因が潜んでおり、予測しにくいことから、望遠鏡の地上からの観測精度の限界のボトルネックになっている。また、現在ではこれを克服するために、補償光学系が開発されており、実際、すばる望遠鏡などに装備されている。

## シーイングに関する経験的定説
シンチレーションは、大気の流れが関係してくるので、予測するのは難しいが、善し悪しを判断する目安のようなものが経験的に知られている。
どんよりとした空はシーイングが良い
大気が安定しており、気流が穏やかなので揺らぎは少なくなる。従って、春霞や梅雨の時期は晴れさえすればよいシーイングが得られる。
透明度が高いとシーイングが悪い
前項と逆のパターンで、「雲がない」＝「上空で強い風が吹いている」ということになり、大気が安定せずシーイングが悪くなる。従って、冬などのよく晴れた日はきれいな空ではあるが、シーイングは軒並み悪い。また、冬によく星が瞬くのはこのためである。
低空の天体に対してはシーイングが悪い
天頂よりも多くの大気の中を通ってくるため、大気の揺らぎの影響を受けやすい。同様の理由で、大気差なども目立ってくる。太陽との離角が大きくならない金星や水星の撮影が難しいゆえんである。
近くにものがあるとシーイングが悪い
熱対流が起こりやすくなるため、小規模な陽炎のようなものができてしまうことがある。特に車などがありがちである。天体観測の盛んな場所に行くときには、観測場所から離れて車を停めるなどの配慮が必要である。また、天文台の建物が望遠鏡と離れた場所にあるのもこのためである。
反射式望遠鏡のほうが屈折式望遠鏡よりもシーイングが悪い
持ち運び式の望遠鏡の場合、望遠鏡自体の熱によって対流が起きてしまうことがしばしばある。反射式望遠鏡は光路が揺らぎの多いエリアを折り返して通ったり、構造上、対流が内部にこもったり、口径が大きかったりするので余分に揺らぎの影響を受ける。よって、望遠鏡を外の温度にならすことが必要になる。